# Diodora graeca
De sleutelgathoren of gewone sleutelgathoren (Diodora graeca, jonger synoniem Diodora apertura) is een zeeslakkensoort die behoort tot de familie Fissurellidae.

## Beschrijving

### Schelpkenmerken
De schelp van Diodora graeca is niet gewonden en is 'hoed-' of 'napvormig', in de umbo zit een gat in de vorm van een sleutelgat. De sculptuur bestaat uit parallel aan de schelprand verlopende ribben die gekruist worden door vanuit de top stralende radiaire ribben. Tezamen vormen de ribben een traliewerkstructuur waarin de radiaire ribben het sterkst ontwikkeld zijn. De kleur van de schelp is crêmewit tot geelgroen, soms lichtoranje. Er zijn vaak een aantal vanuit de top uitstralende groene kleurbanden. Fossiele schelpen zijn vaak egaal spierwit, soms bruin of blauw verkleurd.

### Afmetingen
- Hoogte: 15 mm.
- Breedte: 25 mm.

### Habitat en levenswijze
Diodora graeca leeft vastgehecht op een hard substraat zoals rotsen, keien en steenachtige bodems. De soort leeft beneden de laagwaterlijn tot op een waterdiepte van enkele honderden meters. De dieren voeden zich met sponzen.

### Areaal
Deze soort komt tegenwoordig voor in de Middellandse Zee en de Atlantische Oceaan. In de Noordzee komt zij niet levend voor in het Zuidoostelijke deel. Op het strand aangespoelde exemplaren zijn vrijwel zeker altijd fossiel.

### Fossiel voorkomen
Diodora graeca is in het Noordzeebekken fossiel alleen bekend uit het Plioceen en het Eemien.